# IC 1454
IC 1454 — планетарна туманність у сузір'ї Цефей.
Цей об'єкт міститься в оригінальній редакції індексного каталогу.